# Postillato d'autore
In filologia, un postillato d'autore è un testo con annotazioni autografe, ossia un esemplare dell'edizione in cui l'autore ha rivisto e corretto l'opera con modifiche di proprio pugno, talvolta eliminando errori o refusi, talvolta con vere e proprie "varianti d'autore".
È equiparata in quanto ad autorità al codice autografo. Il filologo dovrà allora ordinare cronologicamente le varianti autoriali e presentarle nella propria edizione critica.

## Esempi famosi
- Presso la Biblioteca Nazionale Vittorio Emanuele III di Napoli è conservata una copia della edizione originale della Canzone ad Angelo Mai (Bologna, per le stampe di Iacopo Marsigli, 1820), su cui Leopardi stesso appose interventi correttori e varie annotazioni a margine.

- Presso la Biblioteca Nazionale Braidense di Milano si trova una copia della edizione originale de I Promessi Sposi (Milano, presso Vincenzo Ferrario, 1825-26; la cosiddetta "Ventisettana", perché finita di pubblicare nel 1827), con a margine correzioni linguistiche che porteranno all'edizione riveduta del 1840 (la "Quarantana").